# Ermengarda de Beaumont
Ermengarda de Beaumont (1170 – 12 febbraio 1233 o 1234) è stata regina consorte di Guglielmo I di Scozia.

## Biografia
Ermengarda nacque nel 1170 da Riccardo I, visconte de Beaumont e sua moglie Constance FitzRoy.
Si sposò con Guglielmo I di Scozia a Woodstock Palace il 5 settembre 1186, dal loro matrimonio nacquero quattro figli:
- Margaret di Scozia (1193 - 1259), che sposò Hubert de Burgh, I conte di Kent.
- Isabella di Scozia  (1195 - 1253), che sposò Roger Bigod, IV conte di Norfolk.
- Alessandro II di Scozia (1198 - 1249).
- Marjorie di Scozia  (1200 - 1244), che sposò Gilbert Marshal, IV conte di Pembroke.

Morì il 12 febbraio 1233/1234, e venne sepolta nella Balmerino Abbey, nel Fife.